# Ruwen Josef Wunderbar
Ruwen Josef (Reuben Joseph/Yosef) Wunderbar (Vunderbar) (ur. 12 września 1812, zm. 16 sierpnia 1868) – żydowski pedagog i historyk urodzony w Jełgawie (łot. Jelgava, do 1918 r. Mitawa, niem. Mitau) na Łotwie.

## Życiorys
Wunderbar podstawy edukacji zdobył w tradycyjnym chederze, lecz z czasem przyjął założenia ruchu Haskali. W wieku osiemnastu lat rozpoczął pracę w rodzinnym biznesie. Był samoukiem, zdobył szeroką wiedzę ogólną oraz opanował języki niemiecki i rosyjski. W 1834 r. ożenił się. Gdy rodzina straciła swój majątek, zaczął pracować jako prywatny nauczyciel. W 1835 r. zdał oficjalne egzaminy i zdobył uprawnienia do nauczania w szkołach sponsorowanych przez państwo. W 1840 r. na zaproszenie Maxa Lilienthala przyjechał do Rygi i tam rozpoczął pracę jako nauczyciel w pierwszej świeckiej szkole żydowskiej w Rydze. Przez pewien czas pełnił w tej szkole również funkcję dyrektora. W 1848 r. powrócił do rodzinnego miasta Jełgawa (wówczas Mitawa), gdzie pracował jako nauczyciel w lokalnej szkole o profilu haskalowym. Pracował również jako tłumacz. Kilkakrotnie pełnił funkcję rabina mianowanego przez społeczność. Wunderbar był ponadto zaangażowany w życie społeczne maskilamów w całym regionie Morza Bałtyckiego i utrzymywał przyjaźnie z wieloma z nich, w tym z ważnym działaczem rosyjskiej Haskali Abrahamem Mapu.

## Dzieła
Jak podaje Mordechai Zalkin, Wunderbar jest jednym z pierwszych świeckich intelektualistów żydowskich na wschodnich terenach krajów bałtyckich. Wunderbar jako historyk znany jest przede wszystkim jako autor dwóch książek, które do dziś stanowią ważne i bogate źródło informacji. Pierwsza z nich to Geschichte der Juden in den Provinzen Liv und Kurland z 1853 r. Jest to pionierskie dzieło na temat historii Żydów z Kurlandii, powstałe w oparciu o niezależne badania archiwalne oraz przy wykorzystaniu rzadkich rękopisów i obrazów malarskich. Jest to zarazem pierwsze historyczne dzieło przedstawiające Żydów w północnym regionie Morza Bałtyckiego, uwzględniające ich wewnętrzną historię w szerszym kontekście politycznym, gospodarczym, społecznym i religijnym. Książka stała się fundamentem wszystkich późniejszych badań nad historią Żydów tego regionu. Druga z książek to Biblischtalmudische Medicin powstała w latach 1850–1860, która również uznawana jest za pracę pionierską. Wunderbar, mimo iż nie miał formalnego wykształcenia w dziedzinie medycyny (z czego zapewne wynikają drobne nieścisłości i w błędy w jego pracy), wykazał się zaskakującą znajomością problematyki medycznej. Wunderbar jest ponadto autorem książki poświęconej żydowskim kolonistom w obwodzie chersońskim (1840), opublikował wiele artykułów w czasopismach niemiecko-żydowskich (np. w „Allgemeine Zeitung des Judentums”, „Literaturblatt des Orients”), napisał opracowanie na temat kalendarza żydowskiego (Immerwaehrender Kalender der Juden: Deutsch und Hebraeisch, 1854) oraz elementarz w języku niemieckim dla młodzieży żydowskiej (Deutsches elementar-Lesebuch für die Israelitische Jugend: Zunaechst für die Hebraeischen Krons- und Privatschulen des Dorpatschen Lehrbezirks, 1853).